# Chris Chittell
Christopher John Chittell, Pseudonym Charles Canyon (* 19. Mai 1948 in Aldershot) ist ein britischer Schauspieler.
Chittell wuchs als Sohn eines in Indien stationierten Armeeangehörigen auf und wurde nach seinem Schulabschluss Model. 1964 war er erstmals auf einer Bühne zu sehen und spielte ab 1967 auch in Spielfilmen, darunter in Tony Richardsons Der Angriff der leichten Brigade, und immer wieder in Fernsehserien. In The Freewheelers hatte er dabei 1969 in 26 Episoden die Rolle des Nick Carter inne. Nachdem er zu Beginn der 1970er Jahre auch in auf dem Festland produzierten Filmen zu sehen war, spielte er 1974/75 in der Fernsehserie The Tomorrow People sowie (als Charles Canyon) in ein paar schwedischen Softerotikstreifen. 1986 erhielt er die Rolle des Eric Pollard in der Daily Soap Emmerdale, die er auch mehr als dreißig Jahre später noch spielt.
Chittell ist mit seiner Emmerdale-Kollegin Lesley Dunlop verheiratet.

## Filmografie (Auswahl)
- 1967: Der Angriff der leichten Brigade (The Charge of the Light Brigade)
- 1967: Herausgefordert (To Sir, with Love)
- 1970: Der Keller (The Beast in the Cellar)
- 1971: Ein Hallelujah für Camposanto (Gli fumavano le colt… lo chiamavano Camposanto!)
- 1971: Konzert für eine Pistole (Concerto per pistola solista)
- 1971: Das vergessene Tal (The Last Valley)
- 1971: Der wütende Mond (The Raging Moon)
- 1977: Kommt her, ihr wilden Schwedinnen (Molly)
- 1977: Rendezvous mit dem Tod (Golden Rendevouz)
- 1986–: Emmerdale (Fernsehserie, etwa 3200 Folgen)